# Raión de Oghuz
Oghuz (en azerí: Oğuz) es uno de los cincuenta y nueve rayones en los que subdivide políticamente la República de Azerbaiyán. La capital es la ciudad de Oghuz.

## Territorio y Población
Comprende una superficie de 1216 kilómetros cuadrados, con una población de 38 433 personas y una densidad poblacional de 31,6 habitantes por kilómetro cuadrado.

## Economía
La actividad principal es la agricultura. Además de la ganadería, se destaca el cultivo de cereales, algodón, tabaco y frutas.